# Friedrich Nagel (Politiker)
Johann Friedrich Nagel (* 24. Juli 1810 in Mergentheim; † 26. November 1884 in Rottweil) war ein deutscher Politiker und Jurist.

## Leben
Friedrich Nagel war der Sohn des gleichnamigen Oberamtsgerichtsdieners in Mergentheim und besuchte die Lateinschule in Esslingen (das heutige Georgii-Gymnasium) und Balingen. Nach einer 1829 begonnenen Tätigkeit als Skribent beim Oberamtsgericht Urach studierte er von 1830 bis 1835 Rechtswissenschaften an der Universität Tübingen. Bereits ab 1833 war er parallel als Justizreferendar in Balingen tätig, wo er sich 1836 als Rechtskonsulent niederließ.  
Vom 5. Februar 1849 bis zum Ende des Rumpfparlaments am 18. Juni 1849 vertrat er als Nachfolger Wilhelm Murschels den 2. Schwarzwaldkreis (Balingen) als Abgeordneter in der Frankfurter Nationalversammlung. Dort zählte er zur linken Fraktion Deutscher Hof. Von 1856 bis 1861 war Nagel für den Oberamtsbezirk Oberndorf Abgeordneter in der Zweiten Kammer der Württembergischen Landstände.
1869 verlegte Nagel seine Kanzlei als Rechtsanwalt nach Rottweil.